# 40 лет Победы (алмаз)
40 лет Побе́ды — уникальный алмаз в 291,70 карата, найденный в кимберлитовой трубке «Сытыканская» в 1985 году. Алмаз назван в честь 40-летия Победы Советского Союза над фашистской Германией в Великой Отечественной войне (1941—1945 гг.).

## Описание
Алмаз добыт 23 марта 1985 года на фабрике № 8 из кимберлитов трубки «Сытыканская».
Размеры алмаза 38×30×23 мм. Техногенный осколок бесцветного кристалла в форме кривогранного октаэдра. Суммарная масса мелких обломков этого кристалла, найденных среди других алмазов после обогащения, составила 180 карат.